# Pleusymtes kariana
Pleusymtes kariana is een vlokreeftensoort uit de familie van de Pleustidae. De wetenschappelijke naam van de soort is voor het eerst geldig gepubliceerd in 1911 door Stappers.